# Icarus Verilog
Icarus Verilog — компілятор мови опису апаратури Verilog, призначений для симуляції та веріфікації. Програма має можливість підключення модулів розширення симуляції та кодогенерації.
Симуляція виконується віртуальною машиною. Результати симуляції записуються у стандартному форматі VCD (англ. Value Change Dump — дамп зміни значень), для перегляду результатів симуляції у вигляді графіків сигналів необхідна відповідна програма, наприклад, GTKWave.
Програма є вільною й розповсюджується під ліцензією GPL, частина файлів коду програми має ліцензію MIT
Icarus Verilog працює в операційних системах GNU/Linux, Windows, FreeBSD, Mac OS X та OpenSolaris.

## Історія
Автором програми є Стефан Вільямс (англ. Stephen Williams), який почав працювати над програмою в 1998 році. У інтерв'ю журналу Linux Journal він відповів на запитання щодо віку проєкту:

| LinuxJournal: Як довго Ви працюєте над Icarus Verilog? Stephen Williams: Мої логи показують, що його було внесено в CVS в листопаді 1998 року. У мене було кілька невдалих спроб, принаймні два роки до цього. Якщо не зраджує пам'ять (а це трапляється рідко), я думаю, що я був на шляху до цього майже рік, перш ніж проєкт потрапив у CVS. Оригінальний текст (англ.) LJ: How long have you been developing Icarus Verilog? SW: My logs show that it was introduced to CVS in November 1998. I had a few false starts for at least two years before then. If memory serves (and it rarely does), I think I was on the current path for close to a year before it got into CVS. |
Програма розвивається у відповідності з принципом відкритого програмного забезпечення, у розробці беруть участь всі, хто хоче і може приєднатися до проєкту. Навіть логотип Icarus Verilog було зроблено та включено до проєкту у відповідності з цим принципом:

| LinuxJournal: Ви можете розповісти нам про логотип? Stephen Williams: Звичайно. Стів Вілсон може розповісти докладніше, але, в загальних рисах, логотип було намальовано дядьком Стіва, відставним художником-графіком. Цей художник, Чарльз Вілсон, подарував композицію з метою представлення Icarus Verilog і я високо ціную внесок. Він використовується досі без змін. Отже, як ви бачите, рух Open Source поширюється за межі програмного забезпечення. Оригінальний текст (англ.) LJ: Can you tell us about the logo? SW: Certainly. Steve Wilson can fill in more details, but basically it was drawn by a retired graphic artist, Steve's uncle. The artist, Charles Wilson, donated the design for the purpose of representing Icarus Verilog, and I appreciate the contribution. It's been used thusly ever since. So you see, this Open Source Movement has a reach even beyond computer software. |

## Підтримка стандартів
Стабільна версія 0.9.7 підтримує такі стандарти мови Verilog (рівень підтримки можна вибрати ключами компілятора iverilog):
- IEEE 1364–1995 (Verilog-95);
- IEEE 1364–2001 (Verilog-2001);
- IEEE 1364–2005 (Verilog-2005)[8].

За умовчанням використовується версія 2005-го року.
Нестабільна версія 0.10.0 на додаток до перерахованого підтримує мову SystemVerilog:
- IEEE 1800–2005 (SystemVerilog-2005);
- IEEE 1800–2009 (SystemVerilog-2009);
- IEEE 1800–2012 (SystemVerilog-2012)[10].

Підтримка стандарту SystemVerilog в процесі розробки, у версії 0.10.0 підтримується лише мала частина можливостей.
Для підключення модулів розширення симуляції використовується інтерфейс VPI (англ. Verilog Procedural Interface — інтерфейс процедур Verilog). Модулі мають бути написані на мові C або C++ з використанням інтерфейсу PLI (англ. Programming Language Interface — інтерфейс мов програмування). Обидва інтерфейси описано в стандарті IEEE 1364.

## Склад пакета
Пакет Icarus Verilog складається з таких основних програм:
iverilogВласне препроцесор та компілятор мови Verilog. Виконує трансляцію вихідного коду на Verilog у файл програми моделювання або у перелік зв'язків (netlist) для подальшої обробки.
vvpВіртуальна машина, яка виконує програму моделювання, створену компілятором iverilog.
iverilog-vpiУтиліта для спрощення компіляції модулів VPI. Приймає на вході перелік файлів вихідних текстів на мовах C, C++ та об'єктних файлів, на виході видає зібраний vpi-модуль.
Також до пакета входить набір програм конвертації форматів vcd2fst, vcd2lxt, vcd2lxt2, vcd2vzt, vzt2vcd, vztminer, lxt2miner та lxt2vcd.

## Використання
Всі програми пакета Icarus Verilog викликаються з командного рядка, режим роботи програм задається ключами. В найпростішому варіанті використання в командному рядку компілятора iverilog перераховують лише файли текстів на мові Verilog, наприклад:
```
iverilog tb.v shiftreg.v
```

Компліятор згенерує файл програми моделювання з іменем за умовчанням a.out. Цей файл слід передати на виконання симулятору:
```
vvp a.out
```

Файл a.out є текстовим файлом, але в операційній системі Лінукс він є виконуваним командним файлом (скриптом) і на його початку у спеціальному форматі записано, яку програму командна оболонка має викликати для інтерпретації:
```
#! /usr/bin/vvp

:ivl_version
 
"0.9.2 "
 
"(v0_9_2)"
;

:vpi_time_precision
 
+
 
0
;

:vpi_module
 
"system"
;

```

Тому в Лінукс для запуску симуляції достатньо викликати файл a.out як програму:
```
./a.out
```

Для спрощення роботи можна створити командний файл або make-файл, в якому записано часто виконувані дії.

### Приклад простого проєкту
Як приклад розглянемо симуляцію 5-розрядного регістру зсуву, в якому циркулюють два одиничних біти:
```
module
 
shiftreg
 
(

	
input
 
wire
 
clk
,

	
output
 
reg
 
[
4
:
0
]
 
q

);

always
 
@(
posedge
 
clk
)
 
q
 
<=
 
{
q
[
3
:
0
],
 
q
[
2
:
1
]
==
0
};

endmodule

```

Регістр не має входу скидання в початковий стан і повинен сам виходити на потрібний режим з будь-якого початкового стану. Тому кореневий файл проєкту тестування — випробувальний стенд — крім генерації тактового сигналу містить команди примусового занесення деяких неприпустимих комбінацій у регістр q екземпляра модуля shiftreg з іменем DUT (від англ. Device Under Test, назва екземпляра може бути довільна).
```
module
 
tb
;

reg
 	 
clk
;

wire
 	 
[
4
:
0
]
 
q
;

/* Екземпляр модуля shiftreg для тестування */

shiftreg
 
DUT
(
clk
,
 
q
);

/* Період тактового сигналу - 10 умовних одиниць часу */

always
	
#
5
 
clk
 
=
 
~
clk
;

initial

begin

	
clk
 
=
 
1
;

	
@(
negedge
 
clk
);

	
/* заносимо неприпустиму комбінацію 10101 */

	
DUT
.
q
 
=
 
5'h15
;

	
repeat
(
10
)
 
@(
negedge
 
clk
);

	
/* заносимо неприпустиму комбінацію 01111 */

	
DUT
.
q
 
=
 
5'h0F
;

	
repeat
(
10
)
 
@(
negedge
 
clk
);

	
$finish
;

end

/* Виводимо на друк (умовний) час та виходи регістра */

initial
 
$monitor
(
"%4d %b"
,
 
$time
,
 
q
);

endmodule

```

Викликаємо компілятор (ключ -o tb заміняє ім'я за умовчанням a.out на tb) і відразу викликаємо програму симуляції. По команді $monitor у випробувальному стенді на термінал виводяться моменти часу, в які змінється стан регістра q, та новий стан регістра. Стан лінії clk нас у даному випадку не цікавив.
```
$ iverilog -o tb tb.v shiftreg.v
$ ./tb
   0 xxxxx
   5 10101
  10 01010
  20 10100
  30 01000
  40 10001
  50 00011
  60 00110
  70 01100
  80 11000
  90 10001
 100 00011
 105 01111
 110 11110
 120 11100
 130 11000
 140 10001
 150 00011
 160 00110
 170 01100
 180 11000
 190 10001
 200 00011
```

У результаті симуляції видно, що рядках зі значенням часу 5 та 105 в регістр заносяться неприпустимі комбінації, але через деякий час (в рядках з часом 40 та 130) він виходить на режим, коли в ньому зсуваються дві одинички.
Таким чином — переглядом виходу симулятора в консолі — можна лише нашвидкоруч перевірити прості рішення. Для перегляду діаграм у графічному вигляді слід у файлі випробувального стенда замінити рядок з initial $monitor(...); таким кодом:
```
/* Виводимо всі внутрішні сигнали об’єкта DUT у vcd-файл */

initial

begin

  
$dumpfile
(
"out.vcd"
);

  
$dumpvars
(
0
,
DUT
);

end

```

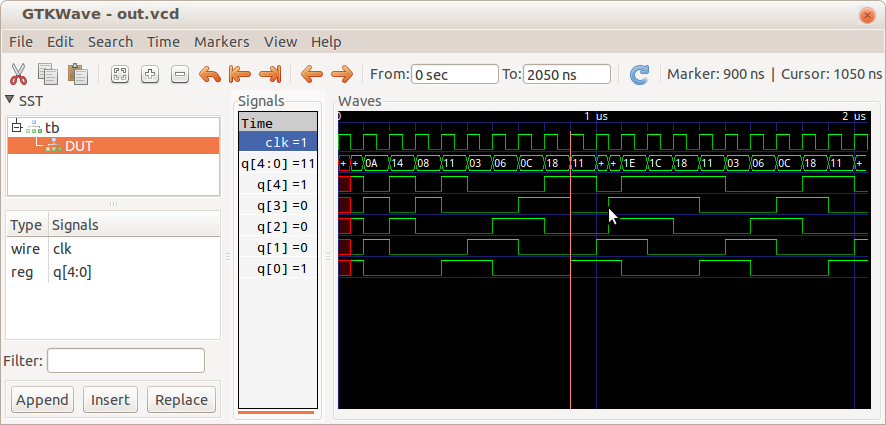
Перегляд результату симуляції у програмі GTKWave

У процесі симуляції буде створено файл out.vcd, який можна буде переглянути програмою GTKWave.

## Додаткові можливості
Компілятор iverilog має ключ -t (target), яким можна задати тип компіляції (кодогенерації). За умовчанням використовується тип цільового файлу vvp, тобто генерація коду для віртуальної машини vvp, цей варіант описано вище.
Вказавши іншу ціль, можна виконати такі дії:

### Перевірка синтаксису
Ціль null (ключ -t null) вимикає власне кодогенерацію, проводиться лише аналіз вхідних файлів. Цю ціль зручно використовувати для перевірки синтаксису протягом редагування файлів проєкту.

### Генерація VHDL-файлу
Ціль vhdl (ключ -t vhdl) призначено для конвертації Verilog-файлів у відповідний їм VHDL-код. Наприклад:
```
iverilog -t vhdl -o shiftreg.vhdl shiftreg.v
```

Цей виклик компілятора з файлом shiftreg.v з описаного вище прикладу створить файл shiftreg.vhdl
```
-- This VHDL was converted from Verilog using the

-- Icarus Verilog VHDL Code Generator 0.9.2 (v0_9_2)

library
 
ieee
;

use
 
ieee.std_logic_1164.
all
;

use
 
ieee.numeric_std.
all
;

use
 
std.textio.
all
;

-- Generated from Verilog module shiftreg (shiftreg.v:1)

entity
 
shiftreg
 
is

 
port
 
(

   
clk
 
:
 
in
 
std_logic
;

   
q
 
:
 
out
 
unsigned
(
4
 
downto
 
0
)

 
);

end
 
entity
;
 

-- Generated from Verilog module shiftreg (shiftreg.v:1)

architecture
 
FromVerilog
 
of
 
shiftreg
 
is

  
signal
 
q_Reg
 
:
 
unsigned
(
4
 
downto
 
0
);

begin

  
q
 
<=
 
q_Reg
;

  

  
-- Generated from always process in shiftreg (shiftreg.v:6)

  
process
 
(
clk
)
 
is

  
begin

    
if
 
(
rising_edge
(
clk
))
 
then

      
q_Reg
 
<=
 
(
q_Reg
(
0
 
+
 
3
 
downto
 
0
)
 
&
 
(
q_Reg
(
1
 
+
 
1
 
downto
 
1
)
 
=
 
"00"
));

    
end
 
if
;

  
end
 
process
;

end
 
architecture
;

```

## Встановлення програми
Встановлення програми Icarus Verilog може бути виконане двома способами — встановлення готових виконуваних файлів та самостійне збирання з вихідних текстів.

### Встановлення двійкових файлів
Для перерахованих вище операційних систем існують вже готові пакунки Icarus Verilog.
Для Unix-подібних ОС як сам Icarus, так і необхідна для зручної роботи програма перегляду GTKWave присутні у сховищі програм цих систем. Збирання, тестування та оновлення пакунків проводить група підтримки відповідного дистрибутиву. Встановити програми можна, користуючись менеджером пакунків системи, наприклад, в Ubuntu можна скористатися графічним інтерфейсом до менеджера пакунків Synaptic або встановити необхідні програми з командного рядка командою:
```
sudo apt-get install verilog gtkwave
```

Для Windows підтримку збирання пакетів взяв на себе Pablo Bleyer Kocik. З його сайту можна завантажити інсталятори стабільних версій програми й так званий development snapshot — результат компіляції «знімка» стану вихідних кодів програми на певну дату, який включає в себе найсвіжіші можливості програми, але може працювати нестабільно. До складу інсталяторів включено і Windows-версію програми GTKWave. Програми зібрано пакетом MinGW. Встановлення додаткових компонентів не потрібне.

### Компіляція з вихідного коду
Icarus Verilog є консольною програмою, написаною таким чином, щоб мінімально залежати від операційної системи. Проте, програму розраховано на оточення UNIX-подібних систем та відповідні бібліотеки. В операційній системі Windows для збирання пакета можна використати середовища MinGW та Cygwin.
Вихідні коди можна отримати з репозиторію IcarusVerilog на сайті GitHub.
У керівництві зі встановлення дано рекомендації щодо компіляції програми для Linux, Windows, FreeBSD, Mac OS X та OpenSolaris.